# Dasypoda tibialis
Dasypoda tibialis är en biart som beskrevs av Morawitz 1880. Dasypoda tibialis ingår i släktet byxbin, och familjen sommarbin. Inga underarter finns listade i Catalogue of Life.